# Антифашистский блок
Антифашистский блок (пол. Blok Antyfaszystowski) — левая еврейская политическая организация, действовавшая на территории Варшавского гетто во время Второй мировой войны.

## История
Антифашистский блок был создан в марте 1942 года представителями левых сионистских организаций, а также коммунистов и социалистов. Инициаторами создания Антифашистского блока стали Мордехай Анелевич, представитель Польской рабочей партии Арон Филькенштейн, представитель Ха-шомер ха-цаир Иосиф Каплан, представитель левой Поалей Цион Шахно Цаган, представитель социалистического сионизма Иосиф Сак и Ицхак Цукерман совместно со своей женой Цвией Любеткин как представители молодёжной сионистской организации Дрор.
Представители Всеобщего еврейского трудового БундаАбрахам Блюм и Мауриций Ожех не участвовали на первом собрании Антифашистского блока. Другие два представителя Всеобщего еврейского трудового бунда Хирш Берлинский и Иссак Цукерман были против вступления в Антифашистский блок, выдвинув условие формирования социалистического блока, в который могли бы вступить и нееврейские политические организации.
Организация координировала подпольную деятельность в различных гетто по всей территории Польши, издавая подпольные газеты и снабжая материальными средствами Еврейскую боевую организацию. Члены Антифашистского блока, проживавшие в Варшавском и Белостокском гетто, приняли непосредственное участие в восстании в Варшавском гетто и в сопротивлении в Белостокском гетто (здесь она называлась «Антифашистский военный блок»).
Организация прекратила свою деятельность после уничтожения Варшавского гетто в 1943 году.